# Regno di Bréifne
Il regno di Breifne o Bréifne ([ˈbrʲeːfnʲe]; anglicizzato Breffny) era un insieme di regni governati da un unico re nel periodo medioevale dell'Irlanda gaelica. Il territorio comprendeva quella che ora è la contea di Leitrim e parte di quella di Cavan. La prima estensione del Regno di Bréifne avvenne nel X secolo. All'apice della sua estensione nel XII secolo appariva come una confederazione di Tuatha guidata da un Re proveniente dall'Uí Briúin Bréifne.

## Storia di Breifne
Nei tempi antichi, la zona che divenne successivamente nota come Breifne, sarebbe stata occupata dagli Erdini, chiamati in Irlanda "Ernaigh", che possedevano l'intero paese fino al confine con Lough Erne.
Ai tempo della cristianizzazione dell'Irlanda (secoli V-VI) i gruppi che si credevano fossero vicini a Breifne includevano i Glasraighe, Masraige, Dartraige, Armhaighe, Gallraighe, Fir Manach e Gailenga.
Secondo studi archeologici, Breifne fu fondata più di cinquemila anni fa da Connor, Re di Connaught, quale ricompensa al nipote Raighaillaigh (Reilly) O'Connor per una grande vittoria in battaglia. Sulle rive del fiume Boyne nella contea di Meath, appena a Sud della città di Drogheda, si trova una tomba a corridoio (costituita da uno stretto passaggio e una camera funeraria) chiamata Newgrange. Nelle vicinanze si trovano due tombe più piccole: Howth e Knowth. Secondo gli archeologi, Newgrange, la tomba a corridoio di Breifne O'Raighaillaigh, sembra precedere la nota Stone Henge di almeno cinquecento anni.
Raighaillaigh stabilì il regno di Connaught con suo zio, il Re incontrastato Connor, insieme alla famiglia O'Connor, mantenendo così la dinastia. Come ricompensa per la sua grande vittoria, Lord Connor, Re di Connaught, fondò il Regno di Breifne, costituito dalle attuali contee di Cavan (sede del Re, in gaelico Dun na Righ), Meath, Westmeath, Longford, e probabilmente quella che è ora è la contea di Louth, occupando così il centro dell'Irlanda e la costa orientale da Nord, quella che ora è la contea di Dublino fino a Carlingford Lough. A queste si aggiunge la Collina di Tara, situata nel centro della contea di Meath, anch'essa sotto la protezione del Re di Breifne.
Durante il prosperare del Regno, qualsiasi Re avesse svolto il suo compito in modo inadeguato, con prepotenza, o si fosse reso colpevole di gravi violazioni della Legge Brehon, poteva essere rimosso dal suo incarico. In tutta l'Irlanda era diffuso il sistema legale di Brehon ("Brehon Law" in lingua inglese) proveniente dalla tradizione druidica, secondo cui tutti i Celti avevano uguali diritti, inclusa la libera rappresentazione. Un nobile di alto rango, compreso il Re, non aveva alcun vantaggio legale sul più umile contadino.
Nell'XI secolo, Breifne era governata dalla dinastia degli Ua Ruairc (O'Rourke). Il regno raggiunse l'apice del suo potere nel XII secolo, sotto Tigernán Ua Ruairc. Durante l'ultima parte del suo regno, Tigernán Ua Ruairc prese parte a campagne contro l'invasione normanna dell'Irlanda, ma il suo assassinio da parte degli anglo-normanni nel 1172, diede inizio a una disputa di successione e un conflitto tra le dinastie Ua Ruairc e Ua Raghallaigh (O'Reilly).

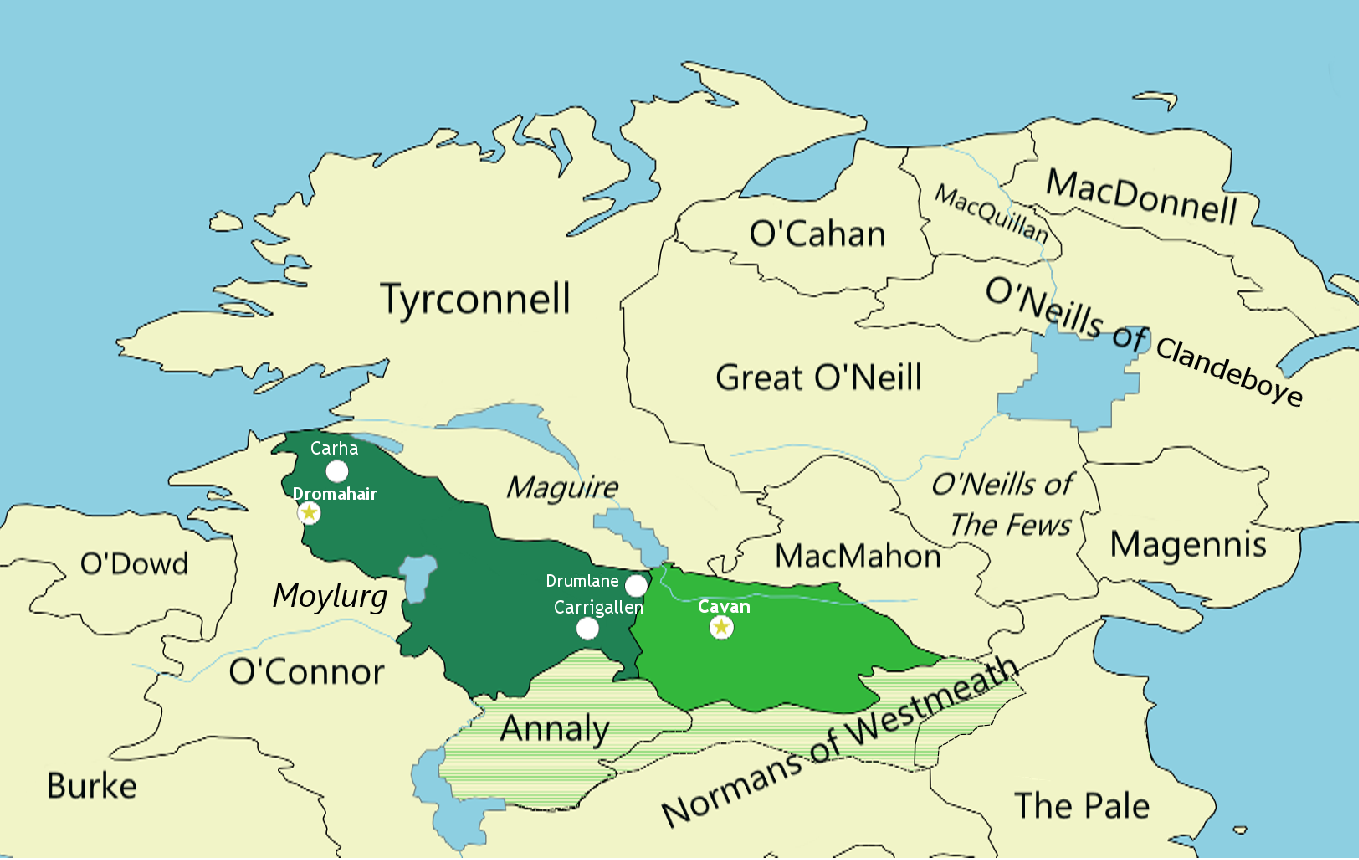
La regione di Breifne ca. 1500.
Verde scuro – Breifne Occidentale
Verde chiaro – Breifne Orientale
Linee verdi orizzontali – Massima estensione del regno di Breifne, ca. 1170

La nota battaglia di Magh Slecht (località situata a Ovest della Contea di Cavan) combattuta nel 1256 fra gli O'Rourke e gli O'Reilly, portò alla suddivisione di Breifne tra le due dinastie: agli O'Rourke spettarono i territori di Bréifne Occidentale, mentre agli O'Reilly, quelli di Bréifne Orientale.
Nel XII secolo, durante il regno di Tighearnán Ua Ruairc, Bréifne comprendeva la maggior parte delle moderne contee di Leitrim e Cavan e parti di Longford, Meath, Fermanagh e Sligo. Nel XVI secolo la parte di Breifne sotto il regno degli O'Rourke divenne la Contea di Leitrim e la Breifne sotto il dominio degli O'Reilly divenne la Contea di Cavan. Leitrim rimase al Connacht, mentre Cavan divenne parte dell'Ulster.
A differenza di molti nobili e reali irlandesi che si piegarono alla corona inglese, la dinastia degli O'Reilly rifiutò sempre di arrendersi, così come fece la dinastia degli O'Rourke nell'Ulster. Per questo, Elizabetta I era determinata a sradicare gli O'Reilly come se la famiglia non fosse mai esistita. Gran parte delle foreste di quercia della contea di Cavan furono bruciate, cosicché il Re e tutti gli O'Reilly, compreso chiunque li avesse sostenuti, furono dichiarati fuori legge. Le registrazioni scritte che riguardavano gli O'Reilly furono distrutte nel tentativo di impedire qualsiasi futura resurrezione della famiglia reale. Dopo l'incendio delle foreste di querce nella contea di Cavan, entrambi i Re di Breifne (O'Reilly) e dell'Ulster (O'Rourke) furono gli ultimi due reali a soccombere all'invasione inglese, sconfitti da Lord Charles Blount 8º Barone di Mountjoy, su ordine di Elisabetta I. Da quel momento in poi la Corona inglese prese il governo delle 32 contee. L'occupazione continuò, nonostante i ripetuti tentativi contrari, fino alla firma del Trattato del 1921, divenuto operativo nel 1922. Da quel momento in poi la nobiltà e gli eredi delle antiche famiglie reali furono totalmente private dei loro poteri. La costituzione dello Stato Libero, successivamente diventato Repubblica, stabilì che tutti i cittadini erano uguali fra loro, e pertanto non potevano esistere classi nobiliari e contadine. Naturalmente i discendenti delle antiche famiglie nobiliari e reali sono arrivati fino ai giorni nostri. Alcune di loro portano avanti il proprio operato in modo pacifico per sostenere i valori della cavalleria. "A oggi, il Regno di Breifne in Irlanda non pretende di governare, ma sostiene fortemente i valori della cavalleria e sposa gli antichi principi di equità che sostengono la vera democrazia" (Cit. Lord Martin Joseph O'Reilly, attuale Principe di Breifne e Breifne Orientale)
- Keatings history
- Annali del Connacht
- Annali dei Quattro Maestri
- Annali di Tigernach
- Annali dell'Ulster
- Annali di Inisfallen
- Cronaca degli Scoti
- Annali irlandesi
- A New History of Ireland, Vol. IX, Martin, Moody, 1984
- Libro di Ballymote, Manus O'Duignan, tardo XIV secolo
- Forus Feasa ar Erinn, Geoffrey Keating, 1632
- Libro delle genealogie, Cucogry O'Clery, 1642
- Leabhar na nGenealach, Dubhaltach Óg Mac Fhirbhisigh, 1650-1666
- Origin and Stem of the Irish Nation, John O'Hart, 1876
- O'Reillys of East Brefine: O Raghalliagh, Kings of Muintir Maoilmhordha, a.1161-1607", pagg. 229-230, in A New History of Ireland, Vol. IX, ed. Byrne, Martin, Moody, 1984.
- https://royalcourtofbreifne.org/breifne/

## I Re di Bréifne

### Gli Antichi Re
- Echu Mugmedón, padre di Brión, Fiachra e Niall
- Brión: figlio of Echu Mugmedón e antenato di Uí Briúin, Re di of Connacht.
- Aodh Fionn mac Fergna: Re di Breifne
- Maenach mac Báithin: Re di Ui Briuin Breifne – 653–
- Dub Dothra: Re di Ui Briuin, Conmaicne e Breifne – 743–
- Cormacc mac Duibh Dá Críoch: Re di Breifne – 790
- Muircheartach mac Donnghal, Re di Breifne: 800–806
- Mael Dúin mac Échtgal, Re di Breifne: morto nell'anno 822
- Ceallach figlio di Cearnach, figlio di Dubh Dothra, Re di Breifne
- Tighearnán mac Seallachan, Re di Breifne: 888 – padre di Ruarc
- Ruarc mac Tighearnáin, Signore di Ui Briuin Breifne: 893 – nonno di Sean Fergal
- Flann mac Tighearnáin, Signore di Breifne: 910
- Cernachan mac Tighearnáin, Re di Breifne: morto nell'anno 931
- Conghalach mac Cathaláin, Signore di Breifne: 935
- Cléircén son of Tigernán, Re di Breifne: 937
- Fergal Ua Ruairc, Re di Bréifne

### Dinastia degli Ó Ruairc, Re di Breifne, dal 964 al 1257
- (Sean) Fergal Ó Ruairc Re di Connacht e Breifne: 964–67
- Niall Ó Ruairc, erede al trono di Breifne: 1000–1001
- Aedh Ó Ruairc, Re di Breifne: deceduto tra il 1014–1015 – figlio di Fergal
- Art an caileach Ó Ruairc, Re di Breifne: 1020–1030? – figlio di Fergal
- Aedh Ó Ruairc, Signore di Dartraige: 1029
- Art Uallach (oirdnidhe) Ó Ruairc, Re di Connacht e Breifne: c.1030–1046 – figlio di Aedh mac Fergal
- Niall Ó Ruairc, Re di Breifne Connacht: 1047 – figlio di Art Uallach
- Domnall Ó Ruairc, Signore di Breifne: 1057 – figlio di Niall
- Cathal Ó Ruairc, Signore di Breifne: 1051–1059 – figlio di Tighernan
- Aedh in Gilla Braite Ó Ruairc, Re di Breifne: 1066 – figlio di Niall, figlio di Art Uallach
- Aed Ó Ruairc, Re di Connacht e Breifne: 1067–1087 – figlio di Art Uallach
- Donnchadh Cael Ó Ruairc, Re di Breifne: 1084 – figlio di Art an Caileach
- Ualgharg Ó Ruairc, erede al trono di Connacht: 1085 – figlio di Niall, figlio di Art Uallach
- Donnchadh Ó Ruairc, Signore di Ui Briuin e Conmaicne: 1101 – figlio di Art Uí Ruairc
- Domnall Ó Ruairc, Re di Connacht e Breifne: 1095–1102 – figlio di Tigernán, figlio di Ualgharg
- Cathal Ó Ruairc, Signore di Ui Briuin Breifne e Gailenga: 1105 – figlio di Gilla Braite, figlio di Tigernán
- Domnall Ó Ruairc, Signore di Ui Briúin: 1108 – figlio di Donnchadh
- Aedh an Gilla Sronmaol Ó Ruairc, Re di Conmaicne: c.1117–1122 – figlio di Domnall (o Donnchadh).
- Tigernán mór Ó Ruairc, re di Breifne: 1124–1152, 1152–1172 – figlio di Donnchad mac Domnail
- Aedh Ó Ruairc, Re di Breifne: 1152–1152, 1172–1176 – figlio di Gilla Bruide, figlio di Domnall
- Amlaíb Ó Ruairc, Re di Breifne: 1176–1184 – figlio di Fergal, figlio di Domnall, figlio di Tigernán
- Aedh Ó Ruairc, Re di Breifne: 1184–1187 – figlio di Máelsechlann, figlio di Tigernán Mór
- Domnall Ó Ruairc, Signore della maggior parte del Regno d Breifne: 1207 – figlio di Ferghal mac Domnall, figlio di Fergal
- Ualgarg Ó Ruairc, Re di Breifne: 1196–1209 – figlio di Cathal, figlio di Aedh, figlio di Donnchadh
- Art Ó Ruairc, Re di Bréifne: 1209–1210 – figlio di Domnall, figlio di Fergal, figlio di Domnall
- Niall O'Ruairc, Re di Dartry e clann Fermaige: 1228 –  figlio di Congalach, figlio di Fergal, figlio di Domnall
- Ualgarg Ó Ruairc, Re di Breifne: 1210–1231 – figlio di Cathal, figlio di Aedh, figlio di Donnchadh
- Cathal riabach O'Ruairc, Re di Breifne: 1231–1236 – figlio di Donnchadh, figlio di Aedh, figlio di Gilla Braite
- Conchobar O'Ruairc, Re di Breifne: 1250–1257 – figlio di Tigernán, figlio di Domnall, figlio di Cathal

### Dinastia degli Ó Ruairc, Re di Breifne, dal 1257 al 1605
- Sitric Ó Ruairc, Re di Breifne: eletto e ucciso tra il 1257–1257 – figlio di Ualgarg, figlio di Cathal
- Amlaíb Ó Ruairc, Re di Breifne Occidentale: 1257–1258 – figlio di Art, figlio di Domnall, figlio di Fergal
- Domnall Ó Ruairc, Re di Breifne: 1258 - 1258 (deposto) – figlio di Conchobar, figlio di Tigernán
- Art Ó Ruairc, Re di Breifne East: 1258–1259 (deposto) – figlio di Cathal Riabach, figlio di Donnchadh
- Domnall Ó Ruairc, Re di Breifne: 1259 to 1260 (assassinato) – figlio di Conchobar, figlio di Tigernán
- Art Bec Ó Ruairc, Re di Breifne Occidentale: 1260–1260 (assassinato) – figlio di Art, figlio di Domnall, figlio di Fergal
- Art Ó Ruairc, Re di Breifne: 1261–1266 (deposto)– figlio di Cathal Riabach, figlio di Donnchadh
- Conchobar Buide Ó Ruairc, Re di Breifne: 1266–1273 – figlio di Amlaíb, figlio di Art
- Tigernán Ó Ruairc, Re di Breifne: 1273–1274 – figlio di Aedh, figlio di Ualgarg, figlio di Cathal
- Art Ó Ruairc, Re di Breifne: 1275–1275 – figlio di Cathal Riabach, figlio di Donnchadh
- Amlaib Ó Ruairc, Re di Breifne: 1275?–1307 – figlio di Art, figlio di Cathal riabach
- Domnall Carrach Ó Ruairc, Re di Breifne: 1307–1311 – figlio di Amlaíb, figlio di Art
- Ualgarg Mór Ó Ruairc, Re di Breifne: 1316–1346 – figlio di Domnall carrach
- Flaithbheartach Ó Ruairc, Re di Breifne: 1346–1349 (deposto) – figlio di Domnall carrach
- Aodh Bán Ó Ruairc, Re di Breifne: 1349–1352 – figlio di Ualgarg mór, figlio di Domnall
- Flaithbheartach Ó Ruairc, Re di Breifne: 1352–1352  – (deceduto durante il regno) figlio di Domnall carrach
- Tadgh na gcoar O'Rourke, Re di Breifne: 1352–1376 – figlio di Ualgarg mór, figlio di Domnall carrach
- Gilla Crist Ó Ruairc, Signore di Breifne: deceduto nel 1378 – figlio di Ualgarg mór, figlio di Domnall carrach
- Tigernán mór Ó Ruairc, Re di Breifne: 1376–1418 – figlio di Ualgarg mór, figlio di Domnall carrach
- Aodh buidhe Ó Ruairc, Re di Breifne: 1418–1419 – figlio di Tigernán mór
- Tadhg Ó Ruairc, Re di Breifne Occidentale: 1419–1424 – figlio di Tigernán mór
- Art Ó Ruairc, Re di Breifne Orientale: 1419–1424 – figlio di Tadhg na gcoar
- Tadhg Ó Ruairc, Re di Breifne: 1424–1435 – figlio di Tigernán mór
- Lochlann Ó Ruairc, re di Breifne Orientale: 1435–1458 – figlio di Tadhg na gcoar
- Donnchadh bacagh Ó Ruairc, Re di Breifne Occidentale: 1435–1445 – figlio di Tigernán mór
- Donnchadh Ó Ruairc, Re di Breifne Occidentale: 1445–1449 – figlio di Tigernán óg, figlio di Tigernán mór
- Tigernán óg Ó Ruairc, Re di Breifne: 1449–1468 – figlio di Tadhg, figlio di Tigernán mór
- Donnchadh losc Ó Ruairce, Re di Breifne: 1468–1476 – figlio di Tigernán mór, figlio di Ualgarg mór
- Domnall Ó Ruairc, Re di Breifne: 1468–1476 – figlio di Tadhg, figlio di Tigernán mór
- Feidhlimidh Ó Ruairc, Re di Breifne: 1476–1500 – figlio di Donnchadh, figlio di Tigernán óg
- Eóghan Ó Ruairc, Re di Breifne: 1500–1528 – figlio di Tigernán óg, figlio di Tadhg
- Feidhlimidh Ó Ruairc, Re di Breifne: 1528–1536 – figlio di Feidhlimidh, figlio di Donnchadh
- Brian ballach mór Ó Ruairc, Re di Bréifne, 1528–1559, 1560–1562 – figlio di Eóghan, figlio di Tigernán óg
- Tadhg Ó Ruairc, Re di Breifne: 1559–1560 – figlio di Brian ballach
- Aodh gallda Ó Ruairc, Re di Breifne: 1562–1564 – figlio di Brian ballach
- Aodh buidhe Ó Ruairc, Re di Breifne: 1564–1566 – figlio di Brian ballach
- Brian na múrtha O'Rourke, Re di Breifne: 1566–1591 – figlio di Brian ballach
- Brian óg na samhthach O'Rourke, Re di Breifne: 1591–1600 – figlio di Brian na múrtha
- Tadhg Ó Ruairc, Signore di Breifne: 1600–1605 – figlio di Brian na múrtha

### Dinastia degli Ó Raghallaigh (Muintir Maelmordha) Re di Breifne
- Godfrey Ua Raghallaigh,Signore di Muintir-Maelmordha: 1161
- Cathal Ua Raghallaigh, Signore di Muintir-Maelmordha: 1161–1162 – figlio di Godfrey
- Fergal son of Cu Chonnacht O'Raigillig, Re di Dartry e Clann Fermaige: 1239
- Cathal Ua Raghallaigh, Signore di Muintir-Maelmordha: 1256
- Con Ua Raghallaigh, Governatore di Muintir-Maelmordha: 1256–1257
- Matha Ua Raghallaigh, Signore di Muintir-Maelmordha: 1282
- Ferghal O'Raigillig, Re di Breifne Orientale: 1282–1293
- Gilla-Isa Ruaid O'Raigillig, Re di Breifne Orientale: ↑1327 or 1330
- Matha son of Gilla-Isa O'Raigillig, Re di Breifne Orientale: 1304
- Mael Sechlainn O'Raigillig, Re di Breifne Orientale: 1328
- Richard O'Reilly, Re di Breifne Orientale: 1349– ↑1346 o 1349
- Cu Chonnacht O'Reilly, Re di Breifne Orientale: 1362 o 1365 (dimissionario) – figlio di Gilla-Isa Ruaid
- Philip O'Reilly, Re di Breifne Orientale: 1365–1366/69 (deposto) – figlio di Gilla-Isa Ruaid
- Magnus O'Reilly, Re di Breifne Orientale: 1366/69–1366/69 (deposto)
- Philip O'Reilly, Re di Breifne Orientale: 1366/69–1384 – figlio di Gilla-Isu Ruaid
- Thomas, figlio di Mathgamain Ua Raighillaigh, Re di Muinter-Mailmordha: 1384–1390
- John, figlio di Philip O'Reilly, Re di Breifne Orientale: 1390–1400 – figlio di Philip, figlio di Gilla-Isa-Ruaid
- Gilla-Isa son of Anrig O'Raigillig, Re di Breifne Orientale: 1400–1400
- Maelmordha, figlio di Cuconnaught O'Reilly, Muintir Reilly: 1403–1411 – figlio di Cu Chonnacht, figlio di Gilla-Isa Ruaid
- Richard, Re di Breifne Orientale, figlio di Thomas O'Reilly: 1411–1418
- Owen, figlio di John O'Reilly, Muintir-Maelmordha: 1418–1449
- Farrell, figlio di Thomas O'Reilly, Muintir-Maelmordha: 1450 (deposto) – (AM1450)
- John, figlio di Owen O'Reilly, Muintir-Maelmordha: 1450–1460 – figlio di Owen, figlio di John, figlio di Philip, figlio di Gilla-Isa-Roe
- Cathal O'Reilly, Muintir-Maelmordha: 1467
- Turlough, figlio di John O'Reilly, Re di Breifne Orientale: 1468–1487 – figlio di John, figlio di Owen
- John, figlio di Turlough O'Reilly, Re di Breifne Orientale: 1487–1491
- John, figlio di Cathal O'Reilly, Re di Breifne Orientale: 1491–1510 – figlio di Cathal, figlio di Owen, figlio di John
- Hugh, figlio di Cathal O'Reilly, Re di Breifne Orientale: 1514
- Owen, figlio di Cathal O'Reilly, Re di Breifne Orientale:1526
- Farrell, figlio di John O'Reilly, Re di Breifne Orientale e Conmaicne: 1526–1536 – figlio di John, figlio di Cathal
- Maelmordha,figlio di John O'Reilly, Re di Breifne Orientale: 1537–1565 – figlio di John, figlio di Cathal
- Hugh Conallagh O'Reilly, figlio di Maelmordha O'Reilly, Re di Breifne Orientale: 1583 – figlio di Maelmordha, figlio di John
- John Roe, figlio di Hugh Conallagh O'Reilly, Re di Breifne Orientale: 1583–1596
- Philip, figlio di Hugh O'Reilly, Re di Breifne Orientale: 1596–1596
- Edmond, figlio di Maelmordha O'Reilly, Re di Breifne Orientale: 1596–1601 – figlio di Maelmordha, figlio di John, figlio di Cathal
- Owen, figlio di Hugh Conallagh O'Reilly, Re di Breifne Orientale: 1601–1609

### Principi attuali di Breifne
- Geoffrey Philip Colmb O'Rorke, Chieftain O'Rourke, il capo degli Ororke di Moylurg sept del Clan O'Rourke. È principe dal 1994 a oggi.

- Martin Joseph O'Reilly, Chieftain O'Reilly, Principe dal 2017 a oggi, principe di Breifne Orientale e Regno di Breifne. È un membro anziano della famiglia reale degli O'Reilly di Breifne (Breifne Ua Raighaillaigh) di cui è discendente diretto, ed è riconosciuto come tale da diverse corti reali e nobiliari in tutto il mondo.

### Corte Reale di Breifne odierna
Attualmente, la Corte Reale di Breifne (Royal Cout of Breifne in lingua inglese) è presieduta dal Principe Lord Martin O'Reilly e sua moglie Lady Ingrid di origine austriaca. La funzione della Corte Reale, insieme ai nobili che ne fanno parte, è dimostrare che non solo l'antica famiglia è sopravvissuta, ma che questa può ancora offrire molto alla società. L'antico sistema giuridico Brehon che governava il mondo celtico prima del cristianesimo, costituiva un magnifico sistema di vera democrazia e di uguaglianza fra uomini e donne. Benché il Principe Lord Martin O'Reilly non abbia alcuna ambizione di lavorare per ripristinare questo antico sistema, crede che si possa imparare molto dai tempi passati per ripristinare una società di autentici valori. Inoltre, gli O'Reilly si occupano di sostenere opere di beneficenza per i più bisognosi e portano avanti la tutela dell'ambiente, che applicano nella loro vita di tutti i giorni. La Corte comprende al suo interno nobili provenienti dall'Irlanda e altre parti del mondo; l'unica italiana è Lady Lucia Strona, Baronessa di Breifne, impegnata nel volontariato e di professione architetto.

## Fonti
- Annali del Connacht
- Annali dei Quattro Maestri
- Annali di Tigernach
- Annali dell'Ulster
- Annali di Inisfallen
- O'Duignan, Manus (late 14th century), Book of Ballymote. On microfilm in Irish national archive
- Cú Choigcríche Ó Cléirigh, Book of Genealogies. (1642). On microfilm in Irish national archives.
- Mac Fhirbhisigh, Dubhaltach Óg. Leabhar na nGenealach 1650–1666. On microfilm in Irish national archives.
- https://royalcourtofbreifne.org/